# Élections législatives luxembourgeoises de 1890
Les élections législatives de 1890 ont eu lieu au scrutin indirect le 10 juin 1890 afin de renouveler vingt-trois des quarante-trois membres de la Chambre des députés. 

## Composition de la Chambre des députés
| Circonscription     | Sièges | Députés                    |
| ------------------- | ------ | -------------------------- |
| Echternach          | 3      | Jean Foehr                 |
| Echternach          | 3      | Joseph Brincour            |
| Echternach          | 3      | Robert Tudor (lb)          |
| Esch-sur-Alzette    | 6      | Auguste Collart            |
| Esch-sur-Alzette    | 6      | Charles-Léon Metz (lb)     |
| Esch-sur-Alzette    | 6      | Pierre Kirsch (lb)         |
| Esch-sur-Alzette    | 6      | Mathias Diederich          |
| Esch-sur-Alzette    | 6      | Théodore de Wacquant (lb)  |
| Esch-sur-Alzette    | 6      | Jean-Nicolas Klensch (lb)  |
| Luxembourg-Campagne | 5      | Adolphe Fischer            |
| Luxembourg-Campagne | 5      | Charles Collart (lb)       |
| Luxembourg-Campagne | 5      | Adolphe Schmit             |
| Luxembourg-Campagne | 5      | Charles Crocius (lb)       |
| Luxembourg-Campagne | 5      | Jean-Baptiste Weicker (lb) |
| Mersch              | 3      | Frédéric Mersch            |
| Mersch              | 3      | Jean Souvignier            |
| Mersch              | 3      | Edgard Leibfried           |
| Remich              | 3      | Jean-Pierre Knepper (lb)   |
| Remich              | 3      | Joseph Macher              |
| Remich              | 3      | Gustave Velter             |
| Wiltz               | 3      | Charles Mathieu (lb)       |
| Wiltz               | 3      | Constant Reding            |
| Wiltz               | 3      | Charles Buffet             |